# Блэк-Ривер-Горджес
Блэк-Ривер-Горджес (англ. Black river gorges — «ущелья чёрной реки») — национальный парк Маврикия. С 1977 года часть парка входит во всемирную сеть биосферных резерватов как Маккаби-Бель-Омбр, с 2006 года парк является номинантом на включение в список Всемирного наследия ЮНЕСКО.

## Физико-географическая характеристика
Парк расположен в юго-западной части острова Маврикий. Его площадь равна 65,74 км². Резерват Маккаби-Бель-Омбр был создан в 1977 году, он занимает часть парка площадью 35,94 км².
Парк расположен к северу от системы реки Блэк-Ривер, включает восточную часть ущелья Блэк-Ривер, расположенное над ущельем плато Питрин (до водопадов Тамарин), хребты Маккаби и Брис-Фер, Мгента эскарпент и ущелье Тамарин. Высота плато составляет 550—600 метров, эскарпмент и ущелье спускаются до уровня моря. На территории парка расположена самая высокая точка острова — пик Петит-Ривьер-Нуар, высота которого составляет 826 метров. Средняя высота резервата над уровнем моря составляет 50-65 метров.
Уровень осадков в восточной части составляет 3500 мм, а в западной, на побережье, — 1500 мм.

## Флора и фауна
Около 25 % флоры и фауны являются эндемиками острова, которые находятся в опасности из-за инвазивных видов.
На территории парка обитают такие редкие виды животных как Phelsuma guimbeaui, Phelsuma rosagularis, Phelsuma cepediana, Gongylomorphus fontenayi, Pteropus niger, Mormopterus acetabulosus.
На территории парка обитает 8 редких видов птиц: розовый голубь, маврикийский ожереловый попугай, маврикийский сорокопутовый личинкоед, маврикийская пустельга, Collocalia francica, Hypsipetes olivaceus, Zosterops chloronothos, маврикийский фоди. Работают программы по восстановлению их численности.

## Взаимодействие с человеком
О создании парка было объявлено президентом республики Маврикий 15 июня 1994 года. Парк был создан благодаря расширению природного заповедника Маккаби-Бель-Омбр, существовавшего ранее. Парк призван охранять тропические вечнозелёные леса и эндемичную флору и фауну острова. В парке работает четыре полевые станции, на которых проводят исследования специалисты парка, некомерческого фонда дикой природы Маврикия, студенты. Сотрудники парка сотрудничают с местными школами.
По данным 1997 года парк посещало около 500 тысяч туристов ежегодно. На территории парка проложено около 60 км туристических маршрутов, проводятся образовательные программы для туристов.